# Vejle Håndbold
Vejle Håndbold, tidligere Vejle Bredballe Håndbold Klub (VBHK), er stiftet den 6. februar 1991 som en fusion mellem Vejle Håndbold Klub og Vejle-Bredballe KFUM.
Klubben tæller i dag omkring 350 medlemmer, og klubbens bedst placerede seniorhold finder man i herrernes 3. division og damernes 3. division. Indtil januar 2014 spillede det bedste herrehold i 1. division, men klubben måtte trække holdet på grund af økonomiske problemer.